# Karim Tulaganov
Karim Tulaganov, född den 27 augusti 1973, är en uzbekisk boxare som tog OS-brons i lätt mellanviktsboxning 1996 i Atlanta. Det andra bronset i samma viktklass togs av Jermachan Ibraimov från Kazakstan. 2001 övergick han till en professionell karriär men slutade 2002.